# Pacho Galán
Francisco Galán Blanco (Pacho Galán; * 3. Oktober 1904 in Soledad; † 21. Juli 1988 in Barranquilla) war ein kolumbianischer Komponist.
Galán komponierte vierzehnjährig den Walzer Teresa. Seine Rumba Masato wurde 1929 vom Orquesta Panamericana beim Label Columbia Records in den USA aufgenommen. Im gleichen Jahr heiratete er Carmen Gravini. Von ihren drei Kindern schlug Armando Galán eine musikalische Laufbahn als Trompeter, Arrangeur und Musikpädagoge ein.
Zunächst war er Mitglied der Banda Departamental, später schloss er sich dem Orchester Luis Felipe Sosas an. Nach dem Tod Sosas gründete er 1940 die Atlántico Jazz Band, für die er Porros, Guarachas, Cumbiaas und Fandangos arrangierte. Sein internationaler Erfolg begann erst 1952, als er bei Discos Sonolux in Medellín aufnahm, mit Luis Uribe zusammenarbeitete und als El Rey del Merecumbé bekannt wurde. Neben dem Merecumbé schuf er zahlreiche weitere Tanzrhythmen wie Chiquichá, Bambugay, Mecemece, Tuki Tuki, Caminaito und Ritmo Pa. Daneben komponierte er Boleros und Pasillos, Walzer und Torbellinos und populäre Porros wie El brazalete, El collar rosado, Marquitos Vanegas, Mario Jimeno und Barranquilla.